# 310 до н. е.

## Події
- династична війна на Боспорі між синами  Перісада  Сатіром та Евмелом. Перемога скіфо-боспорського війська над заколотниками та сарматами біля р. Фат. Випадкова смерть Сатіра при облозі однієї з сарматських фортець.
- Облога Сиракуз (310 – 309)
- Облога столиці сіраків

## Народились
Аристарх Самоський (* 310 до н. е. — † 230 до н. е.) — видатний давньогрецький астроном. Обчислив розміри Землі, Місяця та Сонця. Аргументував ідею геліоцентризму.

## Померли
- Перісад I  Боспорський